# Hólmfríður Karlsdóttir
Hólmfríður "Hófí" Karlsdóttir (født 3. juni 1963) er en islandsk model og vinder af Miss Iceland, Queen of Europe og Miss World. Miss World blev hun kåret til den 14. november 1985.